# Vrély
Vrély je francouzská obec v departementu Somme v regionu Hauts-de-France. V roce 2013 zde žilo 447 obyvatel.

## Poloha
Sousední obce jsou: Beaufort-en-Santerre, Caix, Méharicourt, Rosières-en-Santerre a Warvillers.

## Vývoj počtu obyvatel
Počet obyvatel